# ایمه فریتز
ایمه فریتز (انگلیسی: Aimé Fritz; ۲۳ آوریل ۱۸۸۴ – ۲۸ ژانویهٔ ۱۹۵۰) دوچرخه‌سوار اهل ایالات متحده آمریکا بود. وی در بازی‌های المپیک تابستانی ۱۹۰۴ شرکت کرده است.